# Mantal
Ett mantal, eller hemmantal, var en kameral taxeringsenhet, ett besuttenhetsmått, som utgjorde grund för beskattning i Sverige (med Finland). Mantalet beräknades som regel i åker- och ängsmark, och uppskattades i tunnor (tunnland) och kappar efter hur mycket säd man kunde odla på marken. Skogsdungar och tomter räknades bort.
Talet utgjorde ett mått på gårdens skattekraft och de skatteprestationer (eller "arrenden") som hemmanet skulle prestera. Ursprungligen var måtten 1, ½ eller ¼. Hemmansklyvningar och nedskrivningar av mantalet (förmedling) ledde efter hand till förskjutningar i kvoterna (till exempelvis till ¾ eller ⅛), och efter några generationers arvskiften till väldigt svårhanterliga kvoter som 243/2048.
Som underlag för bestämmande av skattens storlek (jordeboks- och mantalsräntan), fastställdes hemmanets skattekraft genom taxering under Gustav Vasas tid. Skattekraften angavs i mantal. Ordet är bildat av 'man' och 'tal' och dess betydelse var ursprungligen 'antal man', en förteckning över vapenföra eller skattskyldiga män. Standarden var då att en gård bestod av ett mantal. Mindre torp eller lägenheter som inte kunde erlägga full skatt kunde då räknas som halva eller kvarts mantal. Under de närmaste århundradena dels ?? förfinas genom förmedlingar hemmanstalen med uppkomsten av nya kvoter som ¾. Samtidigt sker ofta hemmansklyningar, vilka inte bryter upp jordeboksenheterna i sig, men väl flera ägare som brukar delar av dem. Exempelvis By No 1, 1 mantal skatte, brukas 1/2 av Per Persson, 1/4 Jöns Jönsson, 1/4 Nils Nilsson, By No 2, 1 mantal skatte, brukas 1/3 av Olof Olsson, 1/3 Anders Andersson, 1/3 av Mats Matsson. Ofrälse bönder fick normalt inte bruka mer än ett helt mantal. Vissa undantag förekom dock tidigt, bland annat kom gårdar på Gotland i samband med att landskapet tillföll Sverige 1645 ofta att räknas för mer än helt mantal trots att de hade en brukare, då de i många fall var mycket stora. Från 1700-talet lättas regelverken för jordköp upp, och många storbönder kommer att bli brukare av större jordenheter än ett helt mantal. Samtidigt blir det vanligare att gårdar eller torp skattläggs som separata enheter även när de är små, ända ned till 1/16 mantal.
En fyrk eller ett fyrktal var enhetsbenämningen för sådan beskattning som utgjorde delar av mantal. Inledningsvis utgjorde en fyrk ett hundradels mantal, men blev i slutet av 1800-talet istället åsatt ett bestämt värde. Exempelvis kallades värdet av skyldigheten att hålla områdets allfartsvägar framkomliga för vägfyrken.
År 1717 fanns det enligt jordeböckerna 66 137 mantal i Sverige/Finland varav 21 159 mantal var frälse.
Såväl mantal som fyrken förlorade sina praktiska betydelser i samband med att kommunalskatt infördes i början av 1900-talet.

## Mantalet i lappmarkerna
När det gäller beskattningen av lappmarkernas samer (lappskatten) infördes mantalet som skattebegrepp genom Karl IX:s skatteordning 1602. Ordet användes där i den gamla medeltida betydelsen och angav alltså antalet skattande personer. Det visade sig mycket snart att de flesta samer inte klarade av att betala för ett helt mantal. Genom ett kungligt brev 1620 halverades skatten, så att normalskatten blev ½ mantal. Åtgärden var tänkt att gälla under några år, men permanentades sedan. Mindre bemedlade samer kunde ha ¼ eller ⅛ mantal. Mantalet fanns kvar som skattebegrepp i lappmarkerna fram till 1695, då lappskatten åter reformerades.
1695 års ordning förblev gällande för lappskatten fram till 1900-talets början. De som betalade lappskatt var samtidigt befriade från de mantalspenningar som uttogs av befolkningen i övrigt. Fram till 1894 var även den icke-samiska befolkningen i lappmarkerna befriad från mantalspenningar, eftersom den i enlighet med lappmarksprivilegierna inte skulle betala högre skatt än de renskötande samerna.